# Utopené náklady
Utopenými náklady se v ekonomii nazývají minulé náklady, které již byly vynaloženy a nelze je vzít zpět. Naproti tomu budoucí náklady lze ještě odvolat či změnit, a jsou tedy stále ovlivnitelné. Utopené náklady by neměly být při ekonomickém rozhodování brány v úvahu, protože vedou k nesprávným rozhodnutím. Nicméně behaviorální ekonomie ukazuje, že reální aktéři bývají utopenými náklady při rozhodování ovlivněni. Souvisí to i s averzí lidí vůči ztrátě, se kterou mají ignorování utopených nákladů spojeno. Objevitelem tohoto pojmu byl britský podnikatel Josiah Wedgwood. Pochopení konceptu utopených nákladů je důležité pro správné rozhodování podnikatelů i lidí v běžném životě.
Typickým příkladem pro utopené náklady je zakoupení permanentky na lyžařský vlek. V momentě, kdy je permanentka zakoupena, stává se cena za ni utopeným nákladem. Dále by se tudíž neměla brát v úvahu. Aby se při každé další jízdě aktér správně rozhodl, měl by se zeptat sám sebe, chci jet ještě nahoru, nebo už ne, a cena permanentky by do jeho úvah neměla vstoupit. Jak ukázala řada experimentů, člověk je jediným živým tvorem, který utopené náklady bere v potaz při svém rozhodování.